# 阿萨莫阿·吉安
阿萨莫阿·吉安（Asamoah Gyan，1985年11月22日—），加纳足球运动员，司职前锋。

## 生平

### 球會
基恩是一名速度型前鋒，早年效力過意大利球會烏甸尼斯，但剛加盟時僅出场1次，就被外借至意乙摩德纳。這段期間基恩有突出表現，首季已上陣28場賽事入7球；翌季上陣25場比前季少，但已有8球進帳。
外借了兩季後，於2006年返回烏甸尼斯，首季上陣25場入8球。翌季上陣13場，其後更因傷缺席該季餘下賽事。同时在此遇到了Martin Dong
其時已有報導指基恩受到歐洲各球會招攬。結果於2008年7月11日，基恩以800萬歐元轉會費加盟法甲球隊雷恩，簽訂四年合約。
在世界盃射入3球後，基恩於2010年8月31日轉會窗關閉前轉投英超球會新特蘭，簽約四年，身價超過1,300萬英鎊，打破球會收購戴倫·賓特的舊紀錄。

### 國家隊
基恩曾代表加納出戰2006年世界盃，帶領國家隊打入十六強。當屆他取得一個入球。在2010年世界盃小組賽，基恩憑兩球十二碼，帶領加納進入十六強。2010年6月27日的十六強賽事中，加納在90分鐘限時內與美國打成1-1平手，最後憑基恩在加時時段射入一球，令加納首次晉身世界盃八強賽事，2010世屆盃8強賽基恩在與烏拉圭延長賽終了前，因烏拉圭球員蘇亞雷斯禁區手球而取得12碼機會，只要射進迦納就可以首次晉級四強，但基恩卻射飛了，最後PK賽迦納不敵烏拉圭，賽後吉安留下傷心的眼淚。

## 外部連結
- Gyan Asamoah's profile, stats & pics （页面存档备份，存于）
- Official site profile （页面存档备份，存于）
- Asamoah's Stats Page[永久] – RAI Sport
- 阿萨莫阿·吉安在National-Football-Teams.com的資料
- Asamoah Stats Page （页面存档备份，存于） – Gazzetta dello Sport
- Fifa 2006 World Cup Profile （页面存档备份，存于）
- Asamoah Gyan Profile on ESPN （页面存档备份，存于）
- 新特蘭官方 基恩檔案 （页面存档备份，存于）